# Religionsfreden i Augsburg

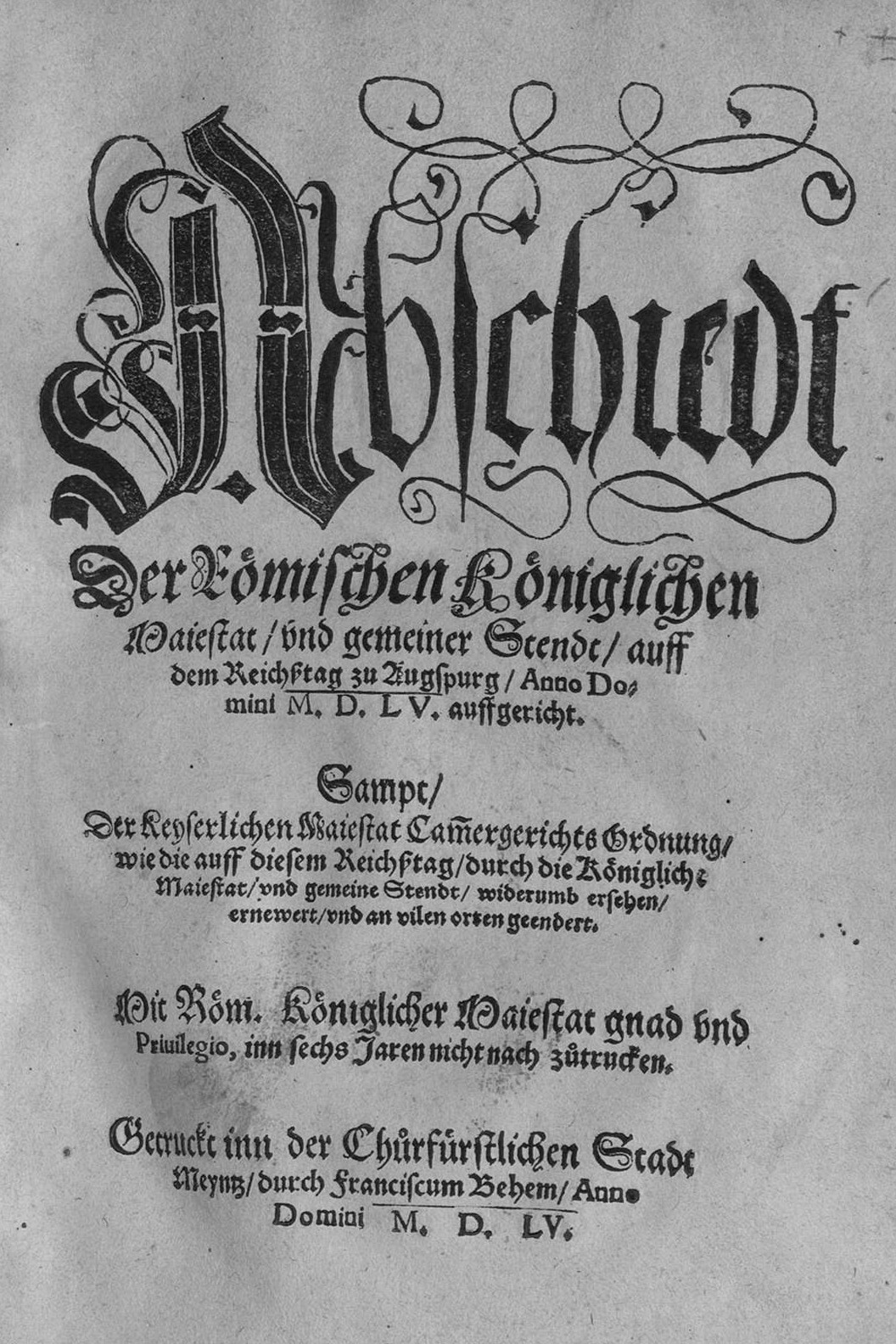
Titelsida av tryckt version av fredsavtalet för 1555 års kejserliga riksdag.

Religionsfreden i Augsburg (tyska: Augsburger Religionsfrieden) kallas det fredsfördrag som slöts mellan den tysk-romerske kejsaren Karl V och furstarna i Schmalkaldiska förbundet den 5 september 1555 i Augsburg i Bayern.
Fördraget innebar ett slag mot den kejserliga centralmaktens rätt att bestämma i religionspolitiska frågor genom att formellt jämställa den lutherska och katolska tron i Tysk-romerska riket och därmed ge ökad makt till de olika furstarna. Reformationstiden i Tyskland gick genom religionsfreden i Augsburg mot sitt slut, men de religiösa konflikterna i Europa skulle komma att fortsätta långt därefter.

## Bakgrund
Karl V hade egentligen besegrat Schmalkaldiska förbundets protestantiska furstar i det schmalkaldiska kriget 1546-1547 men den protestantiska läran spreds för fort för att en militär seger skulle räcka för att begränsa den. Han utfärdade därför det augsburgska interimet 1548 där det påbjöds att Tysk-romerska rikets protestanter gradvis skulle återintegreras i den katolska gemenskapen men med ett par eftergifter; protestantiska prästers rätt att gifta sig och protestanters rätt till nattvard. De protestantiska furstarna vägrade acceptera påbudet som heller inte fick stort stöd bland katoliker men blev ändå rikslag samma år. För att nå försoning utarbetades samma år ett andra interim i Leipzig av den protestantiske kurfursten Moritz av Sachsen som gav ännu fler eftergifter till protestanterna. Detta förkastades av den katolska sidan.
Moritz av Sachsen ledde år 1552 ett uppror mot kejsaren och vann flera framgångar. I Passaufördraget samma år bekräftades den protestantiska sidans stärkta positioner genom att provisoriskt ge dem lika rättigheter. Fördraget gällde endast tills nästa riksdag sammanträdde vilket var i Augsburg år 1555.

## Innehåll

### Valbar protestantism
Fredsavtalets mest kända innehåll gällde möjligheten för tyska furstar att välja mellan antingen katolicism (i avtalstexten benämnt den "gamla religionen") eller lutherdom, specifikt den augsburgska bekännelsen. Det fastslog principen cuius regio, eius religio, det vill säga att furstens religion i ett område bestämde folkets religion. Religionsfrihet i någon modern mening innebar detta överhuvudtaget inte. De undersåtar som inte tillhörde sin furstes religion och vägrade konvertera fick enligt § 24 i fredsavtalet rätten att emigrera till en stat som hade ens tro som statsreligion.
Ett hemligt tillägg till avtalet, som aldrig inkluderades i den officiella texten och sedermera revs upp i och med utfärdandet av restitutionsediktet år 1629, var den så kallade Declaratio Ferdinandei, Ferdinands deklaration. Detta skriftliga löfte gavs av den romerske kungen Ferdinand, som ledde den kejserliga sidan i fredsförhandlingarna, och innebar att städer och lågadliga riddare som var lutheraner men lydde under en katolsk andlig furste kunde få behålla sin tro. Detta gick helt emot principen cuius regio, eius religio enligt vilken samtliga undersåtar till en katolsk furste måste erkänna katolicismen som sin egen trosuppfattning. Deklarationen kom därför att bli ett av många skäl till fortsatt religiös konflikt i Tyskland även efter det att religionsfreden slutits.

### Det andliga förbehållet
Avtalet fastslog också principen reservatum ecclesiasticum som gjorde gällande att om en andlig furste (t.ex. furstbiskop eller furstabbot) konverterade till protestantism, och därmed övergav Katolska kyrkan, måste denne avsäga sig alla rättigheter och efterträdas av en katolik.  Detta skulle bli en stor religionspolitisk tvistefråga under nästan ett århundrade därefter, särskilt under trettioåriga kriget och i synnerhet efter utfärdandet av restitutionsediktet. Redan under Kölnkriget 1583-1588 framträdde underliggande spänningar gällande denna princip efter att ärkebiskopen av Köln, Gebhard Truchsess von Waldburg, konverterat till protestantism utan att lämna ifrån sig makten.

### Reformerta samfund
Religionsfreden medgav inget officiellt erkännande av några varianter av reformert kristendom. Därför kunde protestanter som inte var lutheraner fortfarande åtalas för kätteri i stater styrda av protestantiska furstar. I längden skulle detta leda till fortsatta religiösa spänningar i riket som skulle eskalera till defenestrationen i Prag 1618. Först efter trettioåriga krigets slut 1648, i och med westfaliska freden, skulle reformerta trosbekännare tillerkännas fler rättigheter.